# Divize D 2016/2017
V soubojích 52. ročníku Moravskoslezské divize D 2016/17 (jedna ze skupin 4. fotbalové ligy) se utkalo 16 týmů každý s každým dvoukolovým systémem podzim–jaro. Tento ročník odstartoval v sobotu 6. srpna 2016 úvodními třemi zápasy 1. kola a skončil v sobotu 10. června 2017 úplným 29. kolem (kompletní 30. kolo bylo předehráno již ve středu 10. května 2017).

## Nové týmy v sezoně 2016/17
- Z MSFL 2015/16 sestoupilo do Divize D mužstvo MSK Břeclav.
- Z Divize E 2015/16 přešla mužstva FC TVD Slavičín a FC Elseremo Brumov.
- Z Přeboru Jihomoravského kraje 2015/16 postoupilo vítězné mužstvo TJ Slovan Bzenec.
- Z Přeboru Zlínského kraje 2015/16 postoupilo vítězné mužstvo SFK ELKO Holešov.
- Z Přeboru Vysočiny 2015/16 postoupilo vítězné mužstvo FC Spartak Velká Bíteš.

## Nejlepší střelec
Nejlepším střelcem ročníku se stal Miroslav Paul z TJ Sokol Tasovice, který vstřelil 27 branek ve 30 startech.

## Kluby podle krajů
- Vysočina (7): SK Bystřice nad Pernštejnem, SFK Vrchovina Nové Město na Moravě, FK Pelhřimov, TJ Slavoj TKZ Polná, FSC Stará Říše, FC Spartak Velká Bíteš, FC ŽĎAS Žďár nad Sázavou.
- Jihomoravský (5): MSK Břeclav, TJ Slovan Bzenec, FK Hodonín, FC Slovan Rosice, TJ Sokol Tasovice.
- Zlínský (4): FC Elseremo Brumov, SFK ELKO Holešov, FC TVD Slavičín, ČSK Uherský Brod.

## Konečná tabulka
| Poř. | Tým                         | Z  | V  | R | P  | VG | OG | B  |
| ---- | --------------------------- | -- | -- | - | -- | -- | -- | -- |
| 1.   | FK Hodonín                  | 30 | 23 | 4 | 3  | 90 | 34 | 73 |
| 2.   | ČSK Uherský Brod            | 30 | 23 | 4 | 3  | 70 | 29 | 73 |
| 3.   | FC Slovan Rosice            | 30 | 16 | 9 | 5  | 50 | 23 | 57 |
| 4.   | FC TVD Slavičín             | 30 | 13 | 9 | 8  | 39 | 24 | 48 |
| 5.   | TJ Sokol Tasovice           | 30 | 14 | 6 | 10 | 54 | 49 | 48 |
| 6.   | MSK Břeclav (S)             | 30 | 14 | 4 | 12 | 44 | 46 | 46 |
| 7.   | TJ Slavoj TKZ Polná         | 30 | 12 | 9 | 9  | 70 | 67 | 45 |
| 8.   | TJ Slovan Bzenec (N)        | 30 | 11 | 6 | 13 | 59 | 63 | 39 |
| 9.   | SFK Vrchovina               | 30 | 11 | 3 | 16 | 36 | 50 | 36 |
| 10.  | FC Elseremo Brumov          | 30 | 9  | 6 | 15 | 46 | 59 | 33 |
| 11.  | FSC Stará Říše              | 30 | 8  | 9 | 13 | 35 | 55 | 33 |
| 12.  | FC Spartak Velká Bíteš (N)  | 30 | 10 | 2 | 18 | 43 | 55 | 32 |
| 13.  | FC ŽĎAS Žďár nad Sázavou    | 30 | 9  | 4 | 17 | 42 | 53 | 31 |
| 14.  | SFK ELKO Holešov (N)        | 30 | 9  | 4 | 17 | 49 | 60 | 31 |
| 15.  | SK Bystřice nad Pernštejnem | 30 | 8  | 7 | 15 | 46 | 68 | 31 |
| 16.  | FK Pelhřimov                | 30 | 4  | 6 | 20 | 24 | 62 | 18 |

Poznámky:
- Z = Odehrané zápasy; V = Vítězství; R = Remízy; P = Prohry; VG = Vstřelené góly; OG = Obdržené góly; B = Body; (S) = Mužstvo sestoupivší z vyšší soutěže; (N) = Mužstvo postoupivší z nižší soutěže (nováček)

|  | Postup do MSFL 2017/18                    |
|  | Přechod do Divize E 2017/18               |
|  | Sestup do Přeboru Zlínského kraje 2017/18 |
|  | Sestup do Přeboru Vysočiny 2017/18        |